# Yo La Tengo
Yo La Tengo är ett amerikanskt indierockband, baserat i Hoboken, New Jersey. Med mer än 15 album släppta under en period av trettio år har de visat en långvarig aktivitet inom indierockvärlden. 

## Etymologi
Bandets namn kommer från en basebollanekdot. Under 1962 års säsong krockade New York Mets centerfielder Richie Ashburn och den venezuelanska shortstopen Elio Chacón i outfield. När Ashburn sprang för att fånga bollen skrek han "I got it! I got it" för att därefter springa in i den 72 kilogram tunga Chacón, som endast talade spanska. Ashburn lärde sig att skrika "¡Yo la tengo! ¡Yo la tengo!" som betyder "Jag har den!" på spanska. Vid en senare match såg Ashburn att Chacón backade bort. Han slappnade av och placerade sig själv för att fånga bollen, och blev i stället översprungen av den 90 kilo tunga leftfieldern Frank Thomas, som inte förstod någon spanska. När Ashburn kom upp på benen igen frågade Thomas honom "What the heck is a Yellow Tango?".
Bandet ville ha ett namn som lät utländskt för att undvika några bibetydelser i engelskan och Kaplan är en hängiven basebollfantast. Det irriterar dem dock fortfarande när folk undrar om namnets ursprung. Bandet framförde en gång en cover på Mets temalåt "Meet the Mets" under ett förmånsframträdande vid radiostationen WFMUs insamlingskampanj. En låt på I Am Not Afraid of You and I Will Beat Your Ass kallas "The Story of Yo La Tango", som syftar på en långvarig felstavning av bandets namn.

## Historia
Ira Kaplan och Georgia Hubley, ett gift par, bildade ett band 1984. De gick igenom flera andra bandmedlemmar innan de tillsammans med den ledande gitarristen Dave Schramm och basisten Mike Lewis bildade bandet Yo La Tengo. Tillsammans spelade de släppte sin första skiva The River of Water. 1986 släpptes deras första LP, Ride the Tiger.
Schramm och Lewis lämnade bandet, och istället gick Stephen Wichnewski med. Kaplan tog rollen som ledande gitarrist. New Wave Hot Dogs (1987) gjorde mycket för att etablera bandet inom rockmusikvärlden, trots att det sålde dåligt. President Yo La Tengo (1989) fortsatte trenden, bra recensioner trots dåliga försäljningssiffror.
1990 släpptes albumet Fakebook, ett album med främst akustiskt material, bland annat med coverversioner av låtar skrivna av Gene Clark, Cat Stevens, Rex Garvin & the Mighty Cravers, The Escorts, The Flamin' Groovies, The Scene is Now, the Kinks, the Pastels, Daniel Johnston samt flera egna låtar. May I Sing with Me (1992) inkluderade den nya basisten James McNew (från Christmas och Dump), som har stannat kvar i bandet sedan dess. Painful (1993), Electr-O-Pura (1995) och I Can Hear the Heart Beating as One (1997) var album som banden släppte material av blandade musikstilar på. Bland annat blandades element från folkmusik, punkrock, shoegazing, långa instrumentala oljud och electronica. Painful var också början av bandets samarbete med producenten Rogr Moutenot, som har producerat alla Yo La Tengos album. Under tre år växte populariteten, främst på grund av deras intensiva turnerande. Detta har gjort att banden är ett av USA:s främsta indierockband. De släppte And Then Nothing Turned Itself Inside Out 2000 och Summer Sun 2003.
Bandet är känt för sina coverversioner av låtar, och varje år spelar de live på New Jerseys fria radiokanal WFMU, som en del av stationens årliga maraton. De framträder med gitarristen Bruce Bennett från Norton Records The A-Bones, och ibland andra gästartister som Hamish Kilgour från det nyzeeländska bandet The Clean och Lois Maffeo. De spelar tillsammans låtar som lyssnarna själv ringer in och väljer. Pengarna från samtalen går till radiostationen. Bandet släppte en samling från dessa maraton mellan åren 1996 och 2003. Albumet kallades Yo La Tengo Is Murdering the Classics och släpptes 2006.
1996 medverkade Yo La Tengo (tillsammans med deras vän Tara Key från bandet Antietam) som Velvet Underground i filmen I Shot Andy Warhol. 2001 spelade de in ett instrumentalt soundtrack för åtta korta dokumentärer av Jean Painlevé, kallat The Sounds of the Sounds of Science. Yo La Tengo har också bidragit till soundtracken för filmerna Junebug, Game 6, Shortbus, samt Kelly Reichardts prisbelönade film Old Joy från 2006. Tre låtar från May I Sing with Me ("Always Something", "Sleeping Pill" och "Some Kinda Fatigue") medverkade på soundtracket till den amerikanska independentfilmen Begär, besvär och enkla män (1992 av Hal Hartley). Låten "Tears Are In Your Eyes" är med i Buffy och vampyrerna-avsnittet "Family".
Gruppen spelade tillsammans med Yoko Ono på albumet Wig in a Box, Songs From and Inspired by Hedwig and the Angry Inch, släppt 2003. Albumet gjordes för att hjälpa skolan Harvey Milk High School.
I mars 2005 släpptes albumet Prisoners of Love, ett dubbelalbum med deras främsta låtar. En bonusversion inkluderade en tredje skiva med rariteter och outgivna spår.
Albumet I Am Not Afraid of You and I Will Beat Your Ass släpptes i september 2006.

## Diskografi i urval

### Album
- 1986 – Ride the Tiger
- 1987 – New Wave Hot Dogs
- 1989 – President Yo La Tengo
- 1990 – Fakebook
- 1992 – May I Sing With Me
- 1993 – Painful
- 1995 – Electr-O-Pura
- 1996 – Genius + Love = Yo La Tengo (samlingsalbum)
- 1997 – I Can Hear the Heart Beating as One
- 1998 – Strange But True (med Jad Fair)
- 2000 – And Then Nothing Turned Itself Inside Out
- 2002 – The Sounds of the Sounds of Science
- 2003 – Summer Sun
- 2004 – Prisoners of Love: A Smattering of Scintillating Senescent Songs: 1985-2003 (samlingsalbum)
- 2006 – Yo La Tengo Is Murdering the Classics (samlingsalbum)
- 2006 – I Am Not Afraid of You and I Will Beat Your Ass
- 2008 – They Shoot, We Score (samlingsalbum)
- 2009 – Popular Songs
- 2013 – Fade
- 2015 – Stuff Like That There
- 2018 – There's a Riot Going On
- 2020 – We Have Amnesia Sometimes
- 2023 – This Stupid World

### Singlar och EP
- The River of Water/A House Is Not A Motel (Egon Records, 1985)
- The Asparagus Song/For the Turnstiles (Coyote Records, 1987)
- That Is Yo La Tengo (City Slang, 1991)
- Upside Down (Alias, 1992)
- Shaker (Matador, 1993)
- From A Motel 6 (Matador, 1994)
- Tom Courtenay (Matador, 1995)
- Camp Yo La Tengo (Matador, 1995)
- Autumn Sweater (Matador, 1997)
- Blue-Green Arrow (Earworm, 1997)
- Little Honda (Matador, 1997)
- Rocket #9 (Planet, 1997)
- Sugarcube (Matador, 1997)
- You Can Have It All (Matador, 1999)
- Saturday (Matador, 2000)
- Danelectro (Matador, 2000)
- Nuclear War (Matador, 2002)
- Merry Christmas From Yo La Tengo (Egon, 2002)
- Today Is the Day (Matador, 2003)
- Mr. Tough (Matador, 2006)

Matador Records gav ut en nyutgåva av New Wave Hot Dogs, President Yo La Tengo och The Asparagus Song på en enkel skiva 1996.

### DVD:er
2007 släppte British Film Institute en tvåskivad DVD med Jean Painlevéfilmer, "Sicence is Fiction/The Sounds of Science".  Skivan "The Sounds of Science" innehåller två Yo La Tengo-framträdanden av The Sounds of Science, åtta av Painlevés filmer med originalmusik skriven av bandet.